# Zeppo Marx
Herbert Manfred "Zeppo" Marx, född 25 februari 1901 på Upper East Side på Manhattan i New York, död 30 november 1979 i Palm Springs, Kalifornien, var en amerikansk komiker och skådespelare, en av Bröderna Marx. 
Zeppo ingick i komikergruppen på scen och i deras fem första filmer, men lämnade gruppen 1934. Under sin tid i gruppen blev han frustrerad över att aldrig få några komiska roller, trots att han hade en viss komisk talang. I stället fick han spela romantisk hjälte eller Grouchos sekreterare. Sedan han lämnat gruppen blev han en framgångsrik företagare.
Bland annat var han en mycket duktig mekanisk uppfinnare, och han hade ett företag som indirekt bidrog till atombomberna över Japan. Företaget konstruerade en upphängning som amerikanska armén sedan använde för att fästa bomberna i på planen.
Han var gift med Barbara Blakely (sedermera Barbara Marx) 1959–1973. Barbara gifte om sig 1976 med Frank Sinatra.

## Filmografi
- 1925 – A Kiss in the Dark
- 1926 – Humor Risk (kortfilm)
- 1929 – Miljonärernas paradis (The Cocoanuts)
- 1930 – Muntra musikanter (Animal Crackers)
- 1931 – Fyra fräcka fripassagerare (Monkey Business)
- 1932 – Fyra farliga friare (Horse Feathers)
- 1933 – Fyra fula fiskar (Duck Soup)

Not: För filmer med Bröderna Marx, se Bröderna Marx!